# Jurij Bilonog
Jurij Bilonog (født 9. marts 1974 i Bilopillja, Sovjetunionen) er en ukrainsk atletikudøver (kuglestøder), der vandt guld i kuglestød ved OL i Athen 2004 og bronze i samme disciplin ved VM i Paris i 2003.
Blandt Bilonogs største konkurrenter er danske Joachim B. Olsen, som han henviste til bronzemedaljen ved OL i Athen. I december 2012 blev Bilonogs dopingprøver fra 2004 testet positive, og han måtte aflevere guldmedaljen til amerikaneren Adam Nelson. Følgelig overtog Joachim B. Olsen sølvmedaljen. 